# Xã Montpelier, Quận Edmunds, Nam Dakota
Xã Montpelier (tiếng Anh: Montpelier Township) là một xã thuộc quận Edmunds, tiểu bang Nam Dakota, Hoa Kỳ. Năm 2010, dân số của xã này là 43 người.